# Četvorni dvojček
Četvorni dvojček je košarkarski dosežek, kjer igralec na eni tekmi doseže dvomestno število v štirih od naslednjih petih prvin: točke, skoki, asistence, ukradene žoge in blokade.
Doslej so ga v ligi NBA dosegli le štirje košarkarji (po letu 1973):
- Nate Thurmond 18. oktober 1974, Chicago - Atlanta; 22 točk, 14 skokov, 13 asistenc, 12 blokad
- Alvin Robertson, 18. februar 1986, San Antonio - Phoenix; 20 točk, 11 skokov, 10 asistenc, 10 ukradenih žog
- Hakeem Olajuwon, 29. marec 1990, Houston - Milwaukee; 18 točk, 16 skokov, 10 asistenc, 11 blokad
- David Robinson, 17. februar 1994, San Antonio - Detroit; 34 točk, 10 skokov, 10 asistenc, 10 blokad